# Барбера, Виктор
Ви́ктор Барбера́ Роме́ро (исп. Víctor Barberá Romero; родился 20 августа 2004 года, Барселона, Испания) — испанский футболист, нападающий клуба «Барселона Атлетик».

## Клубная карьера
Виктор Барбера — воспитанник «Сан-Габриэля», «Дамма» и «Барселоны». За «Барселона Атлетик» дебютировал в матче против «Алькояно». Свой первый гол забил в ворота «Атлетико Балеарес». Всего за клуб сыграл 23 матча, где забил 8 мячей.
1 июля 2023 года на правах свободного агента перешёл в «Брюгге». За клуб НКСТ дебютировал в матче против «Льерс Кемпезонен», где забил гол. За «Брюгге» дебютировал 1 ноября 2023 года в матче кубка Бельгии против «Беерсхота».

## Карьера в сборной
За сборную Испании до 19 лет сыграл на чемпионате Европы, где Виктор Барбера стал лучшим бомбардиром турнира, забив за 3 матча 4 мяча; также он вошёл в команду турнира. Всего за сборную Испании до 19 лет сыграл 16 матчей, где забил 8 мячей.

## Стиль игры
Барбера умеет отбирать мячи в штрафной. Являясь умным игроком, он часто появляется позади защиты и является сильным завершителем атак. Барбера быстр и может играть широко, но предпочитает оставаться в штрафной соперника. Его стиль игры сравнивают с Робертом Левандовским.

## Достижения
- Лучший бомбардир чемпионата Европы до 19 лет: 2023
- Включение в команду турнира чемпионата Европы до 19 лет: 2023